# Eledonoprius
Eledonoprius – rodzaj chrząszczy z rodziny czarnuchowatych i podrodziny Tenebrioninae. Obejmuje trzy  opisane gatunki.

## Morfologia
Chrząszcze o ciele długości od 2,1 do 4 mm, wyraźnie sklepionym, w zarysie owalnym lub podługowato-owalnym. Ubarwienie mają kasztanowe do czarnego, niekiedy z nalotem białawej inkrustacji. Czułki i stopy bywają jaśniejsze, rdzawobrązowe. U gatunków współczesnych głowa ma brzegi przedni i boczne (tj. brzegi nadustka i policzków) mocno ząbkowane. Na powierzchni głowy zawsze obecne są kolcowate guzki czy rożki. Krótkie, szerokie przedplecze ma wyraźnie ząbkowane, rozpłaszczone, kątowo załamane krawędzie boczne, lekko wystające kąty przednie oraz pokrytą kolcowatymi guzkami powierzchnię. Pokrywy mają głębokie rzędy, żebrowato wysklepione międzyrzędy z kolcowatymi guzkami oraz wyraźnie ząbkowane krawędzie boczne.

## Ekologia i występowanie
Owady zasiedlające stare lasy liściaste, rzadko mieszane; zaliczane są do reliktów lasów pierwotnych. Są saproksylicznymi mykofagami. Wszystkie stadia rozwojowe występują w butwiejącym drewnie zgromadzonym w próchnowiskach starych drzew oraz w owocnikach grzybów nadrzewnych.
Rodzaj holarktyczny. Wszystkie gatunki znane są z zachodu krainy palearktycznej, a E. armatus ponadto z nearktycznej Ameryki Północnej. W Europie oba gatunki współczesne są rzadkie. Z Polski podawany był tylko E. armatus, jednak współcześnie uchodzi za gatunek przypuszczalnie wymarły (EX?) w tym kraju.

## Taksonomia
Rodzaj ten wprowadzony został w 1911 roku przez Edmunda Reittera. Gatunkiem typowym został Opatrum armatum, opisany w 1799 roku przez Georga W.F. Panzera.
Do rodzaju zalicza się trzy opisane gatunki:
- Eledonoprius armatus (Panzer, 1799)
- †Eledonoprius incoronatus Alekseev, Bukejs et Sontag, 2020
- Eledonoprius serrifrons Reitter, 1890

W zapisie kopalnym znany jest od eocenu, z którego to pochodzi inkluzja E. incoronatus w bursztynie bałtyckim, odnaleziona na terenie obwodu królewieckiego.